# Румянцев, Максим Валерьевич
Макси́м Вале́рьевич Румя́нцев (род. 21 августа 1976 года, Туапсе, Краснодарский край, СССР) — российский философ и государственный деятель в сфере высшего образования. Ректор Сибирского федерального университета с 24 марта 2020 года. Кандидат философских наук (2006), доцент.

## Биография
Родился 21 августа 1976 года в городе Туапсе Краснодарского края.
В 1999 году окончил Красноярский государственный педагогический университет имени В. П. Астафьева по специальности «учитель русского языка и литературы».
В начале 2000-х преподавал литературу детям старших классов в средней школе № 24 г. Красноярска.
После окончания университета работал преподавателем кафедры этики, эстетики и культуры гуманитарного факультета Красноярского государственного технического университета.
В 2006 году в Сибирской аэрокосмической академии имени академика М. Ф. Решетнёва под научным руководством доктора философских наук, профессора Л. В. Хазовой защитил диссертацию на соискание учёной степени кандидата философских наук по теме «Социально-философский анализ явления одиночества» (специальность 09.00.11 — социальная философия). Официальные оппоненты — доктор философских наук, профессор, член-корреспондент РАО А. М. Гендин и кандидат философских наук, доцент Н. В. Фомина. Ведущая организация — кафедра философии Красноярского государственного университета. В 2013 году было присвоено учёное звание доцента.
В 2007 году стал доцентом и заведующим кафедрой информационных технологий в креативных и культурных индустриях Гуманитарного института Сибирского федерального университета (СФУ).
С 2008 по 2013 годы занимал должность директора Гуманитарного института СФУ, а в 2013—2017 годах был проректором по учебной работе.
С марта 2018 года по июль 2020 года — заместитель министра образования Красноярского края. В число его основных обязанностей входило участие в реализации региональной политики в сфере высшего образования, научной и научно-технической сферах с учетом потребностей отраслей экономики края.
30 июля 2019 года был назначен временно исполняющим обязанности ректора Сибирского федерального университета. 27 марта 2020 года назначен ректором на постоянной основе.

## Научная деятельность
Автор 78 научных работ: 18 свидетельств о регистрации программ для ЭВМ, 6 учебно-методических пособий и 54 научные работы. Кроме того, итоги его проектной деятельности были успешно представлены на российских и международных конференциях.

## Санкции
6 марта 2022 года после вторжения России на Украину подписал письмо в поддержу российской агрессии. С 9 июня 2022 года находится под персональными санкциями Украины за поддержку войны. Также был внесён ФБК в список коррупционеров и разжигателей войны за поддержку нападения на Украину, 16 марта 2022 года форумом свободной России внесён в «Список Путина» и доклад «поджигателей войны» с предложением введения против него международных санкций.

## Награды
Отмечен благодарственными письмами Губернатора Красноярского края, митрополита Красноярского и Ачинского, почётной грамотой ГУ МВД по Красноярскому краю, дипломами министерства культуры и министерства природных ресурсов и лесного комплекса Красноярского края, администрации города Красноярска, главного управления культуры города Красноярска.

## Научные труды

### Монографии
- Румянцев М. В. Социально-философский анализ явления одиночества: монография / Сиб. федер. ун-т, Политехн. ин-т. — Красноярск : СФУ, 2007. — 100 с. 500 экз.
- Будущее высшей школы в России: экспертный взгляд. Форсайт-исследование — 2030: аналитический доклад / под ред. В. С. Ефимова. — Красноярск: Сибирский федеральный университет, 2012. — 182 с. ISBN 978-5-7638-2661-6
- Будущее высшей школы в России: экспертный взгляд. Форсайт-исследование — 2030 / Сиб. федер. ун-т; ред. В. С. Ефимов. — М.: ИНФРА-М ; Красноярск : СФУ, 2014. — 293 с. : рис., табл. (Научная мысль. Образование). 200 экз. ISBN 978-5-16-009358-1

### Учебные пособия
- Лаптева М. А., Рехлова О. А., Румянцев М. В. Русский язык и культура речи: учеб. пособие / Краснояр. гос. техн. ун-т. — Красноярск : ИПЦ КГТУ, 2006. — 216 с. — (Учебное пособие). — 1210 экз. ISBN 5-7636-0855-0
- Усачёв А. В., Румянцев, М. В. Прикладная информатика в музеологии : метод. указ. по выполнению выпускной квалификац. работы. — Красноярск, 2008. — 24 с.
- Основы трёхмерного моделирования. Учебное пособие по лабораторному практикуму : электрон. учеб.-метод. комплекс дисциплины / А. А. Смолин, М. В. Румянцев, А. В. Усачёв и др. — Красноярск, 2008. — 106 с.
- Основы трёхмерного моделирования. Методические указания по самостоятельной работе : электрон. учеб.-метод. комплекс дисциплины / А. А. Смолин, М. В. Румянцев, А. В. Усачёв и др. — Красноярск, 2008. — 50 с.
- Зеленцова Е. В., Мельвиль Е. Х., Румянцев М. В., Свитин А. П., Андреева С. В., Пантелеева И. А., Лаптева М. А. Креативные индустрии: учебное пособие / . — Красноярск: СФУ, 2011. — 251 с. + 1 эл. опт. диск (CD-ROM). ISBN 978-5-7638-2168-0
- Сочнева Е. Н., Багдасарьян И. С., Румянцев М. В., Добрецов Г. Б. Социальное предпринимательство: учебное пособие для магистрантов напр. подготовки 38.04.02 «Менеджмент» (образовательная программа магистерской подготовки 38.04.02.00.01 «Менеджмент в социальной сфере») / ; Сиб. федер. ун-т, Ин-т упр. бизнес-процессами и экономики. — Красноярск : СФУ, 2016. — 177 с. 500 экз. ISBN 978-5-7638-3606-6

### Статьи
- Румянцев М. В. К вопросу о генезисе проблемы одиночества // Вестник Красноярского государственного университета. Гуманитарные науки. — 2006. — № 3. — С. 15—18.
- Svitin A. P., Efimov V. S., Lapteva A. V., Rumyantsev M. V. New Approaches to the Problem of Actualization of the Historical and Cultural Heritage // Journal of Siberian Federal University. Humanities & Social Sciences 9 (2012 5) 1368—1373
- Туртапкина Е. А., Румянцев М. В., Лаптева М. А. Как отладить федеральный университет // Отечественные записки. — 2013. — № 4.
- Rumyantsev M. V., Rudov I. N. Project Activities of the Chair for Digital Humanities and Modern Trends in the Development of Information Technology // Journal of Siberian Federal University. Humanities & Social Sciences 7 (2016 9) 1668—1673
- Pikov N. O., Romanuk M. E., Rudov I. N., Rumyantsev M. V. Complex Representation of Natural Heritage on the Basis of WebGL. Shushensky Bor Information System // Journal of Siberian Federal University. Humanities & Social Sciences 8 (2018 11) 1315—1326